# Дајмонд (Илиноис)
Дајмонд (енгл. Diamond) град је у америчкој савезној држави Илиноис.

## Демографија
По попису из 2010. године број становника је 2.527, што је 1.134 (81,4%) становника више него 2000. године.
| Група             | 2000.         | 2010.         |
| Белци             | 1.320 (94,8%) | 2.328 (92,1%) |
| Афроамериканци    | 0 (0,0%)      | 22 (0,9%)     |
| Азијати           | 1 (0,1%)      | 6 (0,2%)      |
| Хиспаноамериканци | 49 (3,5%)     | 134 (5,3%)    |
| Укупно            | 1.393         | 2.527         |